# Habromalina liparobia
Habromalina liparobia är en stekelart som beskrevs av Dzhanokmen 1977. Habromalina liparobia ingår i släktet Habromalina och familjen puppglanssteklar.
Artens utbredningsområde är Mongoliet. Inga underarter finns listade i Catalogue of Life.